# Music F
Music F（みゅーじっく・えふ）は、東京メトロポリタンテレビジョン（TOKYO MX）で2001年10月から2002年3月まで放送された音楽番組である。

## ネット局
- 東京メトロポリタンテレビ
- 北海道文化放送
- 東北放送
- テレビユー福島
- テレビ埼玉
- 千葉テレビ放送
- テレビ神奈川
- テレビ新潟
- 長野朝日放送
- 石川テレビ
- 中京テレビ
- テレビ大阪
- 岡山放送
- テレビ新広島
- RKB毎日放送
- 琉球朝日放送

## スポンサー
- エイベックス